# Прощенко, Дмитрий Григорьевич
Дмитрий Григорьевич Прощенко (1921—2010) — участник Великой Отечественной войны, старший сержант. Полный кавалер ордена Славы.

## Биография
Дмитрий Григорьевич Прощенко родился 18 октября 1921 года в Воронеже в семье служащего. После окончания 9 классов работал слесарем на авиационном заводе.
В Красной Армии — с марта 1944 года. На фронте Великой Отечественной войны был автоматчиком 801-го стрелкового полка 235-й стрелковой дивизии 43-й армии 1-го Прибалтийского фронта.
24 июня 1944 года в боях за населённый пункт Теребещево (Бешенковичский район Витебской области) уничтожил около 10 немецких солдат и офицеров. 10 августа 1944 года награждён орденом Славы 3-й степени (орден №114116).
19—26 января 1945 года в районе Грос-Фридрихсдорф, Лабиау (Восточная Пруссия) уничтожил до отделения гитлеровцев, свыше 10 солдат взял в плен. 10 февраля 1945 года награждён орденом Славы 2-й степени (орден №10938).
6 апреля 1945 года в боях за город Кёнигсберг (ныне Калининград) истребил свыше 10 солдат, 1 взял в плен. 29 июня 1945 года награждён орденом Славы 1-й степени (орден №285).
Участвовал в Параде Победы 24 июня 1945 года в составе 1-го Прибалтийского фронта.
С 1946 года старший сержант Прощенко — в запасе. Жил в Воронеже. В 1972 году окончил Воронежский монтажный техникум. Работал начальником Ремонтно-строительного управления № 1 треста «Воронежгражданстрой».
Умер 2 августа 2010 года. Похоронен в Воронеже на Левобережном кладбище.

## Награды

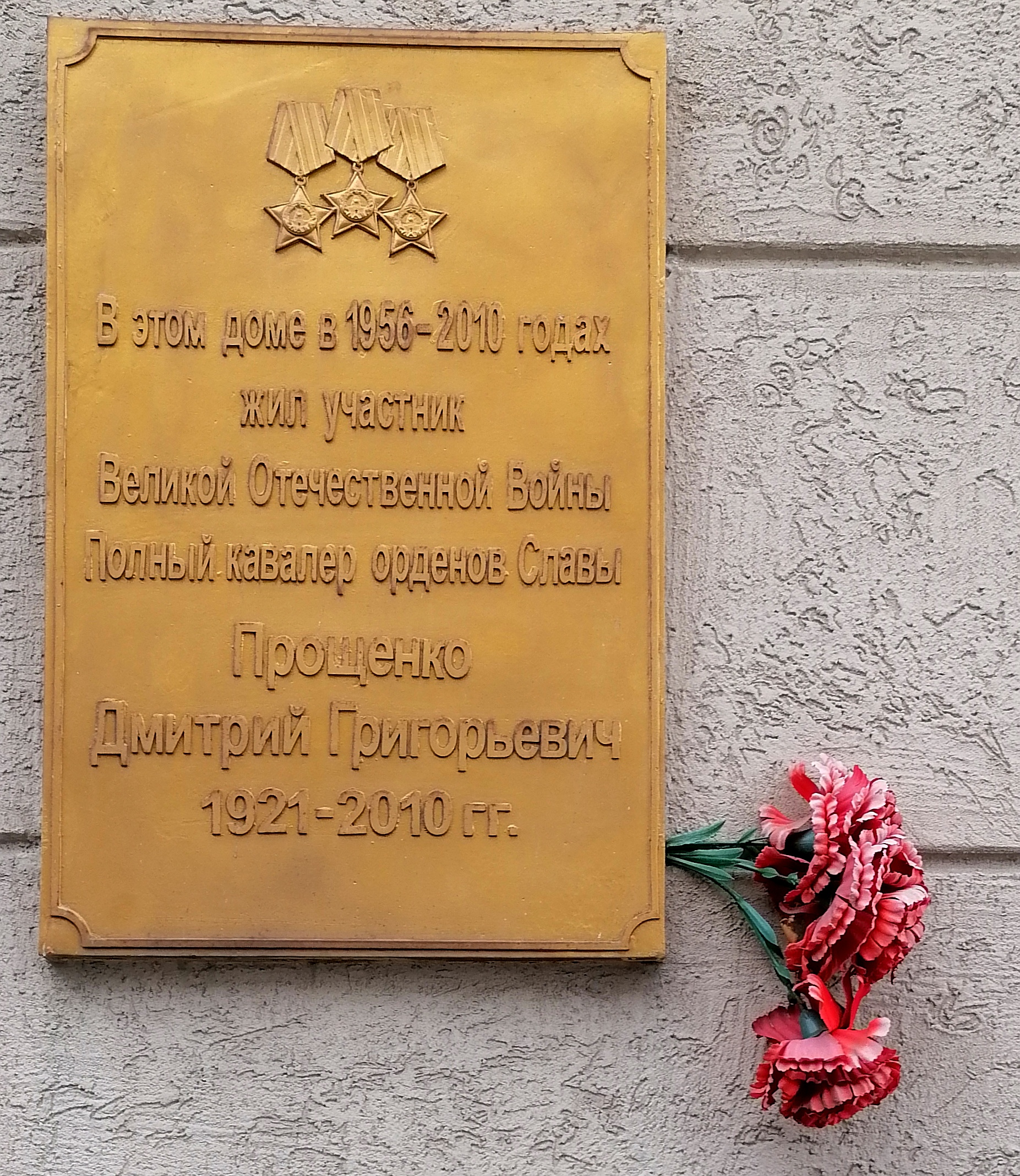
Мемориальная доска в Воронеже

- Орден Отечественной войны 1-й степени  (11.03.1985)
- Орден Отечественной войны 2-й степени (9.12.1944)
- Орден Красной Звезды (25.10.1944)
- три ордена Славы
- медали

## Память
В Воронеже на доме, где жил Д. Г. Прощенко, установлена мемориальная доска.
В Воронеже на Аллее героев установлен бюст Д.Г.Прощенко.